# ديشاريات مقترنة
الديشاريات المقترنة (اسم علمي:†Zygopteridales) هي رتبة منقرضة من السراخس أو النباتات الشبيهة بالسراخس التي نمت في المقام الأول خلال العصر الفحمي.

## التصنيف
وهي تتألف من فصيلتين:
- فصيلة الديشارات المقترنة التي تحتوي على ما لا يقل عن عشرة أجناس[2]، و
- فصيلة التيليدات التي تضم جنسين (التيليدة والسنفتنبرغية).

هناك عدد قليل من الأجناس الأخرى ذات وضع غير مؤكد ولا يتم وضعها تحت أي فصيلة حتى الآن.